# 상주소방서
상주소방서(尙州消防署, Sangju Fire Station)는 경상북도 상주시를 관할하는 경상북도 소방본부 산하의 소방서이다.
소방서장은 소방정으로 보한다.

## 연혁
- 1984년 12월 1일: 상주소방서 개서
- 1985년 12월 13일: 점촌소방서(現 문경소방서) 분리
- 1989년 1월 27일: 서성동으로 이전
- 1990년 7월 6일: 냉림동으로 이전

## 조직
| - 소방행정과 - 소방행정 - 예산회계 | - 예방안전과 - 예방조사 - 민원교육홍보 | - 구조구급과 - 대응지원 - 구조구급 | - 현장대응단 - 서성119안전센터 - 119구조구급센터 |

## 관할센터 및 관할구역
상주소방서는 4개의 119안전센터와 1개의 구조구급센터를 산하에 두고 있다.
| 명칭                       | 사진 | 주소                  | 관할구역                                                                         | 지역대                                          |
| -------------------------- | ---- | --------------------- | -------------------------------------------------------------------------------- | ----------------------------------------------- |
| 서성119안전센터            |      | 상산로 322            | 남원동, 신흥동, 동성동, 동문동, 계림동, 북문동, 사벌국면, 중동면, 내서면, 외서면 | 사벌119지역대(폐쇄)                             |
| 함창119안전센터            |      | 함창읍 가야로 46-1    | 함창읍, 공검면, 이안면, 은척면                                                   | 은척119지역대                                   |
| 청리119안전센터            |      | 청리면 마공공단로 152 | 청리면, 낙동면, 공성면, 외남면                                                   | 낙동119지역대                                   |
| 화서119안전센터            |      | 화서면 상현무동길 5   | 화동면, 화서면, 화북면, 화남면, 모동면, 모서면                                   | 화북119지역대 모서119지역대 화동119지역대(폐쇄) |
| 상주소방서 119구조구급센터 |      | 상산로 322            | 경상북도 상주시 일원                                                             |                                                 |

## 같이 보기
- 대한민국 소방청
- 대한민국의 소방
- 소방관 계급